# 前原嘉乃
前原 嘉乃（まえはら よしの、2006年5月20日 - ）は、埼玉県新座市出身の女子サッカー選手。三菱重工浦和レッズレディース所属。ポジションはフォワード。

## 来歴

### ユース
三菱重工浦和レッズレディース・ユース在籍中の2024年8月に翌2025年からトップチームへ昇格することが内定し、同時に育成組織TOP可登録選手としてトップチームに登録された。同年9月15日のWEリーグ開幕戦でデビュー。

### シニア
2025年2月、三菱重工浦和レッズレディーストップチームへ昇格。

## 人物
ゴールへの嗅覚や裏抜け、FWとしてのゴール感覚が持ち味。憧れの選手は同チーム、三菱重工浦和レッズレディースの高橋はな。

## 個人成績

### クラブ
| クラブ                       | シーズン | リーグ | 背番号 | リーグ戦 | リーグ戦 | カップ戦 | カップ戦 | リーグ杯 | リーグ杯 | AFC  | AFC  | 合計 | 合計 |
| クラブ                       | シーズン | リーグ | 背番号 | 出場     | 得点     | 出場     | 得点     | 出場     | 得点     | 出場 | 得点 | 出場 | 得点 |
| ---------------------------- | -------- | ------ | ------ | -------- | -------- | -------- | -------- | -------- | -------- | ---- | ---- | ---- | ---- |
| 三菱重工浦和レッズレディース | 2024-25  | WE     | 35     | 5        | 0        | 1        | 0        | 0        | 0        | 2    | 0    | 8    | 0    |
| 三菱重工浦和レッズレディース | 通算     | 通算   | 通算   | 5        | 0        | 1        | 0        | 0        | 0        | 2    | 0    | 8    | 0    |
| 通算                         | 日本     | 日本   | 1部    | 5        | 0        | 1        | 0        | 0        | 0        | 2    | 0    | 8    | 0    |
| 総通算                       | 総通算   | 総通算 | 総通算 | 5        | 0        | 1        | 0        | 0        | 0        | 2    | 0    | 8    | 0    |

- WEリーグ
  - 初出場 - 2024年9月15日 第1節 日テレ・東京ベレーザ戦 (味の素フィールド西が丘)[3]